# La camera rossa (Strindberg)
La camera rossa (Röda rummet), pubblicato in italiano anche con il titolo La stanza rossa è un romanzo dello scrittore svedese August Strindberg, scritto nel 1879.

## Trama
Un giovane idealista impiegato statale, Arvid Falk, lascia il suo lavoro da burocrate per diventare giornalista e scrittore. In ogni campo da lui esplorato (politica, editoria, teatro, filantropia e affari), egli trova più ipocrisia e corruzione di quanto pensasse possibile. Trova rifugio presso un gruppo di bohémien, che egli incontra in un salotto rosso del Berns Salonger, ristorante di Stoccolma, per discutere queste questioni. Il ristorante e la camera esistono ancora oggi.